# Vår Fågelvärld
Vår Fågelvärld (VF) är en populärvetenskaplig tidskrift om fåglar som ges ut av föreningen Birdlife Sverige. Det är en medlemstidning som kommer ut med sex nummer om året. Tidskriften har givits ut sedan 1942. Föreningen ger utöver Vår Fågelvärld också ut tidskriften Ornis Svecica. 